# Двойное отношение
Двойное отношение (или сложное отношение или устаревшее ангармоническое отношение) четвёрки чисел {\displaystyle a}, {\displaystyle b}, {\displaystyle c}, {\displaystyle d} (вещественных или комплексных) определяется как
{\displaystyle (ab,cd)={\frac {c-a}{c-b}}:{\frac {d-a}{d-b}}.}
Также встречаются обозначения {\displaystyle (a,b;c,d)} и {\displaystyle [a,b;c,d]}.

## Свойства
- {\displaystyle (ab,cd)(ab,de)=(ab,ce)}.
- Двойное отношение сохраняется при дробно-линейных преобразованиях, в частности не зависит от выбора координат на прямой.

{\displaystyle (ab,cd)={\frac {1}{(ba,cd)}}={\frac {1}{(ab,dc)}}=1-(ac,bd)}.
В частности, если двойное отношение четвёрки чисел равно {\displaystyle \lambda }, тогда двойное отношение любой из 24 перестановок четвёрки равно одному из следующих шести значений:
{\displaystyle \lambda ,{\frac {1}{\lambda }},1-\lambda ,{\frac {1}{1-\lambda }},{\frac {\lambda -1}{\lambda }},{\frac {\lambda }{\lambda -1}}}.

## Вариации и обобщения
Двойным (или сложным) отношением четвёрки точек {\displaystyle A}, {\displaystyle B}, {\displaystyle C}, {\displaystyle D}, лежащих на одной (вещественной или комплексной) прямой, называют число
{\displaystyle (AB,CD)={\frac {c-a}{c-b}}:{\frac {d-a}{d-b}},}
где через {\displaystyle a}, {\displaystyle b}, {\displaystyle c}, {\displaystyle d} обозначены координаты точек {\displaystyle A}, {\displaystyle B}, {\displaystyle C}, {\displaystyle D} соответственно.
Двойное отношение не зависит от выбора координаты на прямой. 
Часто пишут также так:
{\displaystyle (AB,CD)={\frac {AC}{BC}}:{\frac {AD}{BD}},}
подразумевая, что через {\displaystyle AC/BC} (соответственно {\displaystyle AD/BD}) обозначено отношение направленных отрезков.
- Двойное отношение четвёрки точек на прямой сохраняется при проективных преобразованиях плоскости или пространства.

Двойным отношением четвёрки прямых {\displaystyle a}, {\displaystyle b}, {\displaystyle c}, {\displaystyle d}, проходящих через одну точку, называют число
{\displaystyle (ab,cd)=\pm {\frac {\sin(a,c)}{\sin(b,c)}}:{\frac {\sin(a,d)}{\sin(b,d)}},}
знак которого выбирается следующим образом: если один из углов, образованных прямыми {\displaystyle a} и {\displaystyle b}, не пересекается ни с одной из прямых {\displaystyle c} или {\displaystyle d} (в этом случае говорят, что пара прямых {\displaystyle a} и {\displaystyle b} не разделяет пару прямых {\displaystyle c} и {\displaystyle d}), то {\displaystyle (ab,cd)>0}; в противном случае {\displaystyle (ab,cd)<0}. 
- Пусть четвёрка прямых {\displaystyle a}, {\displaystyle b}, {\displaystyle c}, {\displaystyle d} проходит через точку {\displaystyle O}, а прямая {\displaystyle \ell } не содержит {\displaystyle O}. Предположим прямые {\displaystyle a}, {\displaystyle b}, {\displaystyle c}, {\displaystyle d} пересекаются с {\displaystyle \ell } соответственно в точках {\displaystyle A}, {\displaystyle B}, {\displaystyle C} и {\displaystyle D}. Тогда 
{\displaystyle (ab,cd)=(AB,CD).}